# Trận Sidi Barrani
Trận Sidi Barrani (10 - 11 tháng 12 năm 1940) là trận đánh mở đầu cho chiến dịch Compass, cuộc tiến công lớn đầu tiên của Anh trong Chiến dịch Sa mạc Tây trong Thế chiến 2. Sidi Barrani, nằm trên bờ Địa Trung Hải ở Ai Cập, đã bị chiếm bởi Tập đoàn quân 10 của Ý, trong cuộc hành quân xâm lược Ai Cập của Ý (9 - 16 tháng 9 năm 1940) và bị tấn công bởi quân Anh, Khối thịnh vượng chung và quân đội đế quốc, là những lực lượng đã chiếm lại cảng.
Trong khi rút lui khỏi Sidi Barrani và Buq Buq, Sư đoàn 10 tập trung binh lực ở ven biển và trở thành mục tiêu bắn phá dễ dàng của HMS Terror và hai pháo hạm khác, đã bắn phá khu vực Sollum cả ngày và suốt ban đêm 11 tháng 12. Đến cuối ngày 12 tháng 12, các vị trí duy nhất còn lại của Ý ở Ai Cập là ở các lối tiếp cận Sollum và vùng lân cận của Sidi Omar.
Quân Anh đã bắt 38,300 người làm tù binh và hứng chịu tổn thất 624 người và tiếp tục cuộc đột kích kéo dài 5 ngày vào các vị trí của Ý ở Ai Cập, cuối cùng họ chiếm được Cyrenaica và tiêu diệt Tập đoàn quân 10 giữa Sollum và trong trận Beda Fomm, phía nam cảng Benghazi.

## Hoàn cảnh

### Libya
Cyrenaica, tỉnh phía đông của Libya trở thành thuộc địa của Ý kể từ khi người Ý giành chiến thắng trong cuộc Chiến tranh Ý - Thổ Nhĩ Kỳ (1911 - 1912). Với Tunisia, một phần của Bắc Phi thuộc Pháp ở phía Tây và Ai Cập ở phía Đông, quân Ý chuẩn bị bảo vệ cả hai phía biên giới bằng cách thành lập Bộ Tư lệnh tối cao Bắc Phi, dưới quyền chỉ huy của Toàn quyền Libya thuộc Ý, Thống chế Không quân (Maresciallo dell'Aria), Italo Balbo. Trong Bộ Tư lệnh tối cao có Tập đoàn quân 5 (Tướng Italo Gariboldi) và Tập đoàn quân 10 (Tướng Mario Berti) vào giữa năm 1940 có 9 sư đoàn với quân số khoảng 13,000 người, ba Blackshirt (Milizia Volontaria per la Sicurezza Nazionale) và hai Sư đoàn Libya thuộc Ý với quân số ở mỗi sư đoàn khoảng 8,000 người.
Cuối những năm 30, các sư đoàn Ý đã bị cắt giảm quân số từ ba trung đoàn xuống còn hai trung đoàn để tăng khả năng cơ động một khi các sư đoàn này được cơ giới hóa; quân dự bị đã được triệu hồi vào năm 1939, cùng với việc triệu tập lính nghĩa vụ. Sĩ khí được coi là cao và Quân đội (Regio Esercito) gần đây đã có những kinh nghiệm nhất định về các hoạt động quân sự. Hải quân Hoàng gia (Regia Marina) đạt đến đỉnh cao dưới chế độ phát xít, vốn đã trả tiền để chế tạo các tàu chiến tốc độ nhanh, tốt và trang bị tốt, và xây dựng một hạm đội tàu ngầm lớn nhưng các cấp chỉ huy hải quân lại thiếu kinh nghiệm và đào tạo. Không quân Hoàng gia (Regia Aeronautica) đã bị đình trệ và đến năm 1939 thì không được người Anh coi là có khả năng hoạt động. Tập đoàn quân 5, với tám sư đoàn, đang đóng quân ở Tripolitania, một tỉnh tiếp giáp với Tunisia và Tập đoàn quân 10, với sáu sư đoàn, đang trấn giữ Cyrenaica ở phía đông; khi chiến tranh nổ ra, Tập đoàn quân 10 đã điều động Sư đoàn Libya 1 đến khu vực biên giới từ Giarabub (Jaghbub) đến Sidi Omar và Quân đoàn XXI từ Sidi Omar đến bờ biển, Bardia và Tobruk; Quân đoàn XXII di chuyển về phía tây nam Tobruk như một lực lượng phản công.

### Ai Cập
Các lực lượng quân sự Anh đã đến Ai Cập từ năm 1882 nhưng số lượng giảm đi đáng kể theo các điều khoản của Hiệp ước Anh - Ai Cập năm 1936. Một Lực lượng quân sự nhỏ của Anh và Khối thịnh vượng chung đóng quân tại khu vực kênh đào Suez, vốn rất quan trọng đối với tuyến đường hàng hải từ vùng Viễn Đông và Ấn Độ Dương của Anh đến Biển Đỏ. Vào giữa năm 1939, Trung tướng Archibald Wavell được bổ nhiệm làm Tổng tư lệnh (GOC-in-C) của Bộ Tư lệnh Trung Đông mới, trên các mặt trận Địa Trung Hải và Trung Đông. Cho đến khi Hiệp định Compiègne lần thứ hai được ký kết và có hiệu lực, các Sư đoàn Pháp ở Tunisia phải đối mặt với Tập đoàn quân 5 của Ý ở biên giới. Tại Libya, Quân Ý có khoảng 215,000 người và ở Ai Cập, quân Anh có khoảng 36,000 người với 27,500 người khác được huấn luyện ở Palestine.
Các lực lượng Anh bao gồm Sư đoàn Cơ động (Ai Cập) (Thiếu tướng Percy Hobart), một trong hai đội hình huấn luyện thiết giáp duy nhất của Anh, vào giữa năm 1939 được đổi tên thành Sư đoàn Thiết giáp (Ai Cập) (vào ngày 16 tháng 2 năm 1940, được đổi tên thành Sư đoàn Thiết giáp 7). Biên giới Ai Cập - Libya được bảo vệ bởi Lực lượng Biên giới Ai Cập và vào tháng 6 năm 1940, Sở chỉ huy của Sư đoàn Bộ binh 6 (Thiếu tướng Richard O'Connor) đã tiếp quản quyền chỉ huy ở Sa mạc Tây, với chỉ thị là phải đẩy lùi người Ý ra khỏi các đồn biên phòng của họ và thống trị vùng nội địa nếu chiến tranh xảy ra. Sư đoàn Thiết giáp 7 có quân số ít hơn Lữ đoàn Thiết giáp 7, tập hợp tại Mersa Matruh và gửi Đội Hỗ trợ 7 tiến về phía biên giới để hỗ trợ, nơi RAF di chuyển hầu hết các máy bay ném bom của mình; Malta được tăng cường.
Sở chỉ huy của Sư đoàn Bộ binh 6, vốn thiếu các đơn vị hoàn chỉnh và được huấn luyện đầy đủ, đã được đổi tên thành Lực lượng Sa mạc Tây (WDF) vào ngày 17 tháng 6. Ở Tunisia, người Pháp có tám sư đoàn, chỉ có khả năng hoạt động hạn chế và ở Syria, ba sư đoàn được trang bị và huấn luyện kém, với khoảng 40,000 quân và lính biên phòng làm nhiệm vụ chiếm đóng để chống lại dân thường. Regio Esercito và Regia Aeronautica ở Libya đông hơn rất nhiều so với quân Anh tại Ai Cập nhưng tinh thần kém và trang bị kém. Ở Đông Phi thuộc Ý (Africa Orientale Italiana) có 130,000 quân Ý và Phi với 400 khẩu súng các loại, 200 xe tăng hạng nhẹ và 20,000 xe vận tải; Ý tuyên chiến với Anh và Pháp từ ngày 11 tháng 6 năm 1940.

### Tiếp tế
Tuyến đường tiếp tế của Ý đến cảng Tripoli ở Libya, nằm ở phía tây xung quanh Sicily và sau đó gần bờ biển Libya đến cảng, một chuyến đi khoảng 600 nmi (690 dặm; 1,111 km), để trành bị tấn công từ máy bay, tàu chiến và tàu ngầm Anh từ Malta. Trên đất liền, hàng tiếp tế được vận chuyển đường dài bằng đường bộ hoặc trong các lô hàng nhỏ bằng tàu lượn. Khoảng cách từ Tripoli đến Benghazi là khoảng 650 dặm (1,046 km) dọc theo Litoranea Balbo (Via Balbia, một con đường ven biển do người Ý xây dựng) và chỉ cách Alexandria một nửa chặng đường; một phần ba thương gia hàng hải Ý đã bị giam giữ sau khi Ý tuyên chiến. Con đường có thể bị ngập lụt, dễ bị phá hủy bởi các cuộc ném bom từ Không lực Sa mạc (DAF). Việc quân Ý xâm lược Ai Cập vào cuối năm 1940, đã làm gia tăng khoảng cách vận chuyển bằng đường bộ từ Tripoli qua Đường Ô tô  Khedival, kém hơn nhiều so với Via Balbia.
Vị trí địa lý thuận lợi của Ý cho phép Ý đóng cửa Địa Trung Hải nếu chiến tranh xảy ra, khiến Hạm đội Địa Trung Hải của Anh, đóng tại các cảng của Ai Cập, phụ thuộc vào kênh đào Suez để tiếp tế. Năm 1939, Wavell bắt đầu lên kế hoạch xây dựng một căn cứ ở Trung Đông cho khoảng 15 sư đoàn (300,000 người), sáu ở Ai Cập, ba ở Palestine và số còn lại đóng ở xa hơn. Phần lớn nguyên vật liệu được nhập từ các thuộc địa và phần còn lại từ các địa phương bằng cách kích thích sản xuất thay thế cho nhập khẩu. Kế hoạch này nhằm thiết lập cơ sở hạ tầng cho một đơn vị trú đóng gồm chín sư đoàn ở Ai Cập và Palestine đã được tăng lên tới 14 sư đoàn vào tháng 6 năm 1941, sau đó lên tới 23 sư đoàn vào tháng 3 năm 1942. Năm 1940, các lực lượng quân sự Anh có các nhà ga tàu hỏa của Ai Cập, đường bộ và cảng Mersa Matruh (Matruh) cách Alexandria 200 dặm (322 km) về phía tây, làm căn cứ. Một đường ống dẫn nước được xây dựng dọc theo đườnng sắt và các nguồn nước được khảo sát. Các giếng nước đã được đào nhưng hầu hết đều bị ô nhiễm bởi nước mặn và vào năm 1939, nguồn nước ngọt chính là ống dẫn nước được xây dựng từ thời La Mã tại Matruh và Maaten Bagush.
Thuyền chở nước từ Alexandria và một nhà máy lọc nước tại Matruh đã tăng nguồn cung nước ngọt nhưng nền kinh tế nghiêm ngặt phải được thực thi và nhiều thùng nước phải được chuyển qua đất liền đến các khu vực xa xôi. Số lượng xe cộ có sẵn vào năm 1939 là không đủ và xe vận tải được chuyển hướng để cung cấp cho Sư đoàn Thiết giáp; chỉ có những chiếc xe chất lượng không tốt mới gặp rủi ro ngoài đường trên sa mạc, khiến xe tăng không thể di chuyển ra xa khỏi Matruh. Matruh cách biên giới Libya 120 dặm (193 km) về phía đông. Từ biên giới, không có nước ngọt ở Sollum, trong 50 dặm (80 km) về phía đông của Sollum đến Sidi Barrani, chỉ có tuyến đường Khedival cố gắng tạo ra và giữ trong tình trạng tồi tệ trong trường hợp quân địch tiến công, có nghĩa là quân địch sẽ di chuyển qua sa mạc mà không có nước và đường nhựa để tiếp cận chủ lực quân địch. Vào tháng 9 năm 1940, Tiểu đoàn Đường sắt New Zealand và những người lao động Ấn Độ bắt đầu làm việc trên tuyến đường sắt ven biển và đến Sidi Barrani vào tháng 10 năm 1941.

### Địa hình
Cuộc chiến diễn ra chủ yếu trên Sa mạc Tây, có chiều rộng khoảng 240 dặm (386 km) bờ biển từ Mersa Matruh (Ai Cập) đến Gazala (Libya), dọc theo Via Balbia, con đường nhựa duy nhất. Địa mạo Biển Cát nằm sâu 150 dặm (241 km) trong nội địa đánh dấu giới hạn phía nam của sa mạc tại nơi rộng nhất của nó là Giarabub và Siwa; theo cách nói của người Anh thì Sa mạc Tây trải rộng bao gồm cả miền đông Cyrenaica của Libya. Từ bờ biển mở rộng vào trong nội địa là một vùng sa mạc bằng phẳng cao khoảng 500 ft (150 m) so với mực nước biển, trải dài 124 - 186 dặm (200 - 300 km) về phía Nam đến Biển Cát. Khu vực này có bọ cạp, rắn và ruồi và là nơi sinh sống của một số nhỏ dân du mục Bedouin.
Người Bedouin đoàn kết tốt và có khả năng dễ dàng đi theo địa hình; chuyển hướng đi lại qua mặt trời, những ngôi sao, la bàn và "cảm giác sa mạc", họ nhận thức tốt về môi trường dựa vào kinh nghiệm. Khi quân Ý tiến vào Ai Cập trong tháng 9 năm 1940, Cụm Maletti đã bị lạc khi rời khỏi Sidi Omar, mất tích và phải dùng máy bay mới tìm ra được họ. Vào mùa xuân và mùa hè, ngày rất nóng còn đêm rất lạnh. Gió Sirocco  (Gibleh/Ghibli) là một loại gió sa mạc nóng bỏng, thổi theo đám cát mịn là giảm tầm nhìn xuống còn vài dặm và phủ lên mắt, phổi, máy móc, thực phẩm và trang bị; những xe có động cơ và máy bay cần có bộ lọc dầu đặc biệt mới chạy được, và đất đai khô cằn đồng nghĩa với việc đồ tiếp tế thức ăn phải được vận chuyển từ bên ngoài đến. Động cơ của Đức luôn quá nóng và tuổi thọ động cơ giảm từ 1,400 - 1,600 dặm (2,253 - 2,575 km) xuống còn 300 - 900 dặm (483 - 1,448 km), càng tồi tệ hơn khi những trang thiết bị của Đức và Ý lại thiếu những bộ phận.

## Mở màn

### Các cuộc giao tranh tại biên giới
Bài chi tiết: Tuyến biên giới (Libya) và Đồn Capuzzo
Vào ngày 11 tháng 6 năm 1940, chiến sự diễn ra và quân Anh bắt đầu vây hãm Giarabub. Quân Anh đã vượt qua Libya vào đêm hôm đó, giao tranh với quân Ý tại Sidi Omar và phát hiện ra rằng một số người trong số họ không biết rằng chiến tranh đã nổ ra. Vào ngày 14 tháng 6, quân Anh đã chiếm được Đồn Capuzzo và Đồn Maddalena, bắt sống 220 người. 2 ngày sau, quân Anh phục kích một đoàn xe trên tuyến đường Tobruk–Bardia, giết 21 quân Ý và bắt sống 88 người, trong đó có tướng Romolo Lastrucci, Kỹ sư trưởng Quân đoàn 10. Tại Nezuet Ghirba gần biên giới đã nổ ra một cuộc giao tranh, một lực lượng Ý gồm 17 xe tăng hạng nhẹ, 4 khẩu súng các loại và 400 lính bộ binh đã bị đánh bại bởi một lực lượng Anh gồm xe tăng, pháo binh và bộ binh cơ giới.
Các đội tuần tra Anh tiến sát tuyến biên giới từ phía Tây đến Tobruk để kiểm soát khu vực đối với Tập đoàn quân 10 của Ý. Vào ngày 5 tháng 8, 30 xe tăng Ý và Trung đoàn Hussar 8 đã có một cuộc giao tranh bất phân thắng bại và Wavell kết luận rằng việc các phương tiện bị hao mòn không thể tiếp tục hoạt động thêm được nữa nếu như quân Ý tiến công. Việc cát làm hao mòn trang bị, rút ngắn tuổi thọ của xe và phụ tùng khan hiếm đã giảm một nửa sức mạnh xe tăng có thể duy trì hoạt động. Chiến sự được tạm lắng một thời gian cho đến tháng 8 - đầu tháng 9, khi Chiến dịch Hats diễn ra, tăng cường Hạm đội Địa Trung Hải và giúp đưa một đoàn xe tăng và lục quân đi qua mũi đất. Quân Anh tuyên bố đã gây thương vong cho quân Ý là 3,500 người và tổn thất 150 người từ ngày 11 tháng 6 - 9 tháng 9. Xa hơn nữa, cả hai bên đều thành lập những nhóm quân truy lùng, Nhóm Sa mạc Tầm xa (LRDG) của Anh và Đại đội Ô tô Sahara của Ý, họ lùng khắp sa mạc và quan sát bố trí quân đối phương mà tiến hành đột kích.

### Operazione E
Bài chi tiết: Ý xâm chiếm Ai Cập
Vào ngày 13 tháng 9 năm 1940, cuộc hành quân xâm lược bắt đầu với mục tiêu là tiến chiếm Matruh, thay vì tiến chiếm các mục tiêu chiến lược ban đầu đã được phác thảo ở Rome, do tình trạng thiếu các phương tiện vận tải, nhiên liệu và thiết bị liên lạc radio, kể cả khi được chuyển giao từ Tập đoàn quân 5. Musiad đã phải hứng chịu một cuộc pháo kích vào lúc bình minh và bị chiếm đóng. Sollum và sân bay bị Sư đoàn 1 Libya đánh chiếm và vào buổi tối, Sư đoàn 2 Libya, Sư đoàn Bộ binh 63 "Cirene" và Cụm Maletti từ Musaid và Sư đoàn Bộ binh 62 "Marmarica" từ Sidi Omar, đã tập hợp ở Đèo Halfaya. Quân Anh rút lui qua Buq Buq vào ngày 14 tháng 9 và tiếp tục quấy rối cuộc tiến quân của Ý, trong khi rút lui về Alam Hamid vào ngày kế tiếp và Alam el Dab vào ngày 16 tháng 9. Khoảng 50 xe tăng Ý đã cố gắng bọc đánh bên sườn, khiến hậu phương Anh phải rút về phía đông Sidi Barrani. Cảng bị đánh chiếm bởi Sư đoàn 1 CC.NN. "23 Marzo" và Graziani đã ra lệnh tạm dừng cuộc tiến công. Quân Anh tiếp tục quan sát các vị trí và Sư đoàn Thiết giáp 7 chuẩn bị đối đầu cho cuộc tiến công tại Matruh.
Quân Ý đã đào hào lập trại xung quanh Sidi Barrani và Sofafi, cách hệ thống phòng thủ của Anh khoảng 80 dặm (129 km) về phía tây. Việc phá hủy các tuyến đường bộ của Anh đã được sửa chữa, các giếng nước ngọt đã được tiêu độc và công việc sửa chữa đã bắt đầu trên một đường ống dẫn nước từ biên giới, để tích lũy nguồn cung nước ngọt cho việc tiếp tục cuộc tiến công vào giữa tháng 12. Ai Cập chính thức cắt đứt quan hệ ngoại giao với phe Trục và Không quân Ý đã tiến hành oanh tạc Cairo vào ngày 19 tháng 10. Hải quân và Không quân Anh tiếp tục  tiến hành các hoạt động quấy phá quân Ý và đã gây ra tình trạng mất tinh thần thông qua những lời bàn tán của các tù binh Ý bị bắt. Các đội xe thiết giáp tuần tra của Anh để kiểm soát các khu vực không người nhưng việc bị mất các phi trường đã làm giảm tầm hoạt động của RAF và Malta đã bị đưa ra khỏi tầm bắn. Một đại đội xe thiết giáp của Anh được bổ sung đã tham gia các hoạt động trinh sát của Anh ở phía sau tiền tuyến và WDF đã được tăng cường một trung đoàn xe tăng mới được đưa sang với các xe tăng Matilda II. Quân Anh bắt đầu chuẩn bị cho một cuộc đột kích vào cụm trung tâm của các trại lính Ý với thời gian từ 4 đến 5 ngày và sau đó nhắm vào Sofafi, thay vì chờ đợi quân Ý tiến công.

### Kế hoạch của quân Anh
Sau khi người Ý tiến quân, Wavell đã ra lệnh cho tư lệnh quân đội Anh tại Ai Cập là trung tướng Henry Maitland Wilson lên kế hoạch cho một chiến dịch hạn chế nhằm đẩy lui quân Ý. Wavell đã lưu ý rằng các vị trí phòng thủ của Ý cách nhau khá xa để có thể hỗ trợ lẫn nhau. Chiến dịch Compass, do những lý do hành chính, ban đầu chỉ được dự định là một cuộc đột kích kéo dài 5 ngày nhưng có xem xét đến việc tiếp tục tiến hành các hoạt động nhằm khai thác chiến thắng. Cụm Hỗ trợ 7 sẽ theo dõi động tĩnh các trại quân của Ý tại Sofafi nhằm ngăn cản quân đồn trú ở đó can thiệp từ phía tây, trong khi phần còn lại của sư đoàn và Sư đoàn 4 Ấn Độ vượt qua khe hở Sofafi–Nibeiwa. Một lữ đoàn Ấn Độ và các xe tăng bộ binh thuộc Trung đoàn Xe tăng Hoàng gia 7 (7th RTR) sẽ tấn công Nibeiwa từ phía tây, còn Sư đoàn Thiết giáp 7 bảo vệ sườn phía bắc của họ. Một khi Nibeiwa bị chiếm, lữ đoàn Ấn Độ thứ hai cùng với Trung đoàn Xe tăng Hoàng gia 7 sẽ tiến đánh Tummars.
Lực lượng Đồn trú Matruh (gồm Tiểu đoàn Cận vệ Coldstream 3 cùng với một số pháo binh) sẽ kiềm chế các trại địch tại Maktila trên bờ biển và Hải quân Hoàng gia Anh sẽ bắn phá Maktila và Sidi Barrani. Nếu thành công, Sidi Barrani sẽ bị Sư đoàn 4 Ấn Độ tấn công vào ngày thứ hai và việc khai thác về phía tây sẽ diễn ra ngay sau đó. Việc chuẩn bị được giữ bí mật và chỉ có vài sĩ quan được biết trong bài tập huấn luyện được tổ chức ngày 25 - 26 tháng 11, rằng những mục tiêu được đánh dấu gần Matruh là ám chỉ Nibeiwa và Tummar, các binh sĩ cũng chỉ được thông báo rằng là sẽ có một bài huấn luyện thứ hai tiếp theo và không hề hay biết rằng chiến dịch này đã trở thành thực tế cho đến ngày 7 tháng 12, khi họ đến các vị trí xuất phát.
Để giành được ưu thế trên không, 11 máy bay ném bom Vickers Wellington xuất phát từ Malta đã tấn công Castel Benito vào ngày 7 tháng 12 đã phá hủy 29 máy bay Ý. Ngày hôm sau, ba phi đội tiêm kích tuần tra các khu vực quân Anh tập trung và trong đêm, 29 chiếc Wellingtons và Blenheims đã oanh tạc Benina làm hư hại 10 máy bay Ý. Các máy bay ném bom Bristol Bombays oanh tạc vào các trại quân của Ý và Blenheims oanh tạc vào các phi trường. Lực lượng Selby (Chuẩn tướng A. R. Selby) với 1.800 quân (số lượng lớn nhất chưa từng thấy cho một nhóm vận tải) tiến đến từ Matruh để cắt dứt Maktila để ngăn chặn quân đồn trú củng cố Tummars. Lực lượng này đã lập một lữ đoàn xe tăng giả trên sa mạc để nhử các máy bay Ý tấn công và đến rạng sáng ngày 9 tháng 12, chỉ cách Maktila một khoảng ngắn. Trong đêm, ngôi làng này được chiếu sáng bởi pháo sáng từ máy bay Fairey Swordfish từ Không lực Hải quân (FAA) và bị pháo hạm HMS Terror thuộc lớp Erebus monitor và pháo hạm HMS Aphis thuộc lớp Insect bắn phá; Sidi Barrani cũng bị pháo hạm HMS Ladybird pháo kích.

### Quân Ý chuẩn bị phòng ngự
Vào tháng 12 năm 1940, Tập đoàn quân 10 của Ý ở Ai Cập đã được tăng cường khoảng 9 sư đoàn Binary, Áo đen và thuộc địa ở phía đông biên giới và bắt đầu giúp đỡ đơn vị này, điều này khiến người Anh khó đoàn được quân số và lực lượng của người Ý. Các doanh trại kiên cố được xây dựng cách nhau rộng rãi, trên một vòng cung dài khoảng 50 dặm (80 km) từ bờ biển đến vách đá. Tập đoàn quân 10 ở khu vực Sidi Barrani với quân số khoảng 40.000 người và vào ngày 8 tháng 12, Sư đoàn 1 Libya, Sư đoàn 2 Libya thuộc Quân đoàn Libya (Trung tướng Sebastiano Gallina) đang ở trên một tuyến đường dài 22 dặm (35 km), trong các doanh trại kiên cố tại Maktila, Tummar, với Sư đoàn 4 CC.NN, "3 Gennaio" (Tướng Merzari) thuộc lực lượng dự bị, cách Sidi Barrani, với Gallina và sở chỉ huy Quân đoàn Libya.
Cụm Maletti đã ở Nibeiwa, Sư đoàn Bộ binh 63 "Cirene" (Tướng Spatocco) thuộc Quân đoàn XXI (Tướng Dalmazzo), đã ở Rabia và Sofafi cách Nibeiwa 19 dặm (31 km) về phía tây. Sư đoàn Bộ binh 64 "Catanzaro" đã được di chuyển về phía đông Buq Buq đến khu vực Khur–Samalus, phía sau khoảng trống Nibeiwa–Rabia. Về phía tây là Quân đoàn XXIII với Sư đoàn 1 CC.NN. "23 Marzo", Sư đoàn 2 CC.NN. "28 Ottobre"; Sư đoàn Bộ binh 62 "Marmarica" đóng quân trên vách đá từ Sofafi đến Halfaya. Tập đoàn quân 10 với quân số khoảng 80,000 người, 250 khẩu súng các loại, 120 xe tăng tại Ai Cập. Người Anh nghĩ rằng No.5 Squadra có khoảng 250 máy bay ném bom và số lượng máy bay tiêm kích tương đương với số quân tiếp viện ở Ý. Vào ngày 9 tháng 12, con số thực tế là 140 máy bay ném bom, 191 máy bay tiêm kích. Một số máy bay đóng ở các phi trường xa về phía tây tại Tripoli và những chiếc khác tại Benghazi và Tmimi. Các máy bay tiêm kích và máy bay trinh sát đã có mặt tại Tobruk, El Adem và Gambut.

## Trận chiến

### Đánh chiếm Sidi Barrani
Bài chi tiết: Chiến dịch Compass
Lực lượng Selby bảo vệ các hướng tiếp cận phía Đông đến Sidi Barrani, khi phần còn lại của WDF tấn công vào các doanh trại kiên cố xa hơn vào đất liền. Vào ngày 10 tháng 12, Lữ đoàn Thiết giáp 4, vốn làm nhiệm vụ hộ tống các lực lượng tấn công từ một cuộc phản công của Ý có thể xảy ra từ phía Tây, tiến về phía bắc, cắt đứt tuyến đường ven biển giữa Sidi Barrani và Buq Buq và gửi những chiếc xe thiết giáp tuần tra về phía tây. Lữ đoàn Thiết giáp 7 vẫn nằm trong lực lượng dự bị và Cụm Hỗ trợ 7 đã chặn một lối tiếp cận từ Rabia và Sofafi về phía nam. Tin tức về sự thất thủ của Nibeiwa đã đến tai Selby lúc 3:20 chiều, là người đã gửi lực lượng của mình để chặn lối thoát phía tây từ Maktila. Khó khăn về di chuyển và ban đêm đã làm chậm bước tiến của lực lượng này và Sư đoàn 1 Libya trốn thoát thành công. Cuối ngày 9 tháng 12, O'Connor và Beresford-Pierce đã phái Lữ đoàn Bộ binh 16 (Chuẩn tướng Cyril Lomax) từ lực lượng dự bị để cắt đứt tuyến đường vào Sidi Barrani, hai trung đoàn pháo binh dã chiến hỗ trợ cho cuộc tiến công và Trung đoàn Xe tăng Hoàng gia 7 đã vội vã đưa những chiếc xe tăng không thể phục vụ cho việc chiến đấu trở lại hoạt động. Sidi Barrani được bảo vệ bởi 2 sư đoàn Ý với tám điểm phòng thủ mạnh, mỗi sư đoàn được bảo vệ bởi 1 tiểu đoàn nhưng diện tích phòng thủ lại quá dài để có thể chỉ huy một cách có hiệu quả.
Các động thái di chuyển về phía trước vào ngày 10 tháng 12 đã bị nhầm lẫn bởi sự không chắc chắn về cách bố trí của người Ý, về thời tiết lạnh giá và một cơn bão bụi xuất hiện đã làm giảm tầm nhìn xuống còn 50 yd (46 m). Lữ đoàn 16 bắt đầu cuộc tiến công vào lúc 6:00 sáng mà không chờ đợi lực lượng pháo binh và Trung đoàn Xe tăng Hoàng gia 7 (tới muộn) và đã bị đẩy lùi bởi hỏa lực pháo binh Ý; ba giờ sau, khi hai trung đoàn pháo binh hạng nặng đến nơi, Lữ đoàn 16 một lần nữa lại tấn công, với sự hỗ trợ của một đội xe tăng Matilda, máy bay, tàu chiến và hỏa lực pháo binh. Cuộc chiến đấu diễn ra suốt buổi sáng, mà không đạt được lợi ích đáng kể, cho đến 1:30 chiều, khi những người lính của sư đoàn Áo đen đang trấn giữ hai thành trì đột nhiên ra hàng. Ngay sau đó, lữ đoàn đã cắt đứt các con đường phía nam và phía tây từ Sidi Barrani. Beresford-Pierce đã ra lệnh tấn công trước trời tối vì những cơn bão bụi lẻ tẻ và người Anh sẽ tiếp xúc với tầm nhìn. Lữ đoàn tiến lên với những chiếc xe tăng bộ binh cuối cùng, một tiểu đoàn bộ binh bổ sung và với sự hỗ trợ của Trung đoàn Xe tăng Hoàng gia 2 (RTR 2), với xe tăng cruiser và tăng hạng nhẹ, ở bên sườn trái. Cuộc tấn công bắt đầu ngay sau 4:00 chiều với sự hỗ trợ từ pháo binh của sư đoàn. Sau khi di chuyển 3.5 dặm (6 km), những cơn bão bụi đã giảm bớt tầm nhìn và bộ binh bắt đầu tháo dỡ khi pháo binh Ý bắt đầu khai hỏa. Mười chiếc Matilda cuối cùng di chuyển lên bên trái và lái xe vào mặt phía tây của hệ thống phòng thủ Sidi Barrani, phía nam con đường chính, sau đó biến mất trong cơn bão cát. Đạn pháo Ý vô dụng trước lớp giáp của xe tăng Matilda và các xạ thủ đã chiến đấu với súng trường và lựu đạn cầm tay nhưng đã bị tràn ngập. Cuộc tấn công trở thành một trận đấu cận chiến và vào lúc 10:00 sáng khi Lữ đoàn 16 bắt đầu tiến lên, khoảng 2.000 quân sư đoàn Áo đen đã nổi lên và sẵn sàng tiến hành phản công nhưng họ đã mất lòng và thay vào đó là đầu hàng. Trong hai giờ, các mục tiêu đầu tiên đã bị chiếm dọc theo phía tây của cảng, một phần phía nam và phòng tuyến pháo binh đã bị tràn ngập. Đến 6:00 chiều, khi chỉ còn cách bến cảng 2 dặm (4 km) về phía đông, do một quân đoàn Áo đen và phần còn lại của Sư đoàn Libya 1 trấn giữ, vẫn tiếp tục kháng cự.

#### Lực lượng Selby
Quân tiếp viện được thả ra sau khi Tummars thất thủ đã đến phía tây của Lữ đoàn 16 và tiến qua cảng, lực lượng Selby đã tiến hành dẫn dụ để tiêu diệt những người lính cuối cùng của Sư đoàn Libya 1, Sư đoàn Libya 2 và Sư đoàn 4 CC.NN. "3 Gennaio" đang chống lại lực lượng Selby, để đổi lấy tổn thất 277 người. Lực lượng Selby theo sau cuộc rút lui của Sư đoàn 1 Libya khi đơn vị này di chuyển một quãng đường dài 15 dặm (24 km) từ Maktila đến Sidi Barrani và đẩy một phần đội hình vào cồn cát phía bắc tuyến đường ven biển. Xe tăng cruiser của Trung đoàn Xe tăng Hoàng gia 6 (RTR 6) đã di chuyển trong bão cát và đi qua người Ý trong cồn cát vào khoảng 5:15 chiều, sau đó gia nhập Lực lượng Selby để tiếp tục truy đuổi. Các đơn vị phòng thủ Ý bị mắc kẹt trong một cái túi có diện tích 10 dặm x 5 dặm (16 km x 8km) lùi ra biển. Khi người Anh tấn công trở lại vào lúc rạng sáng ngày 11 tháng 12, quân Ý bắt đầu ra hàng hàng loạt ngoại trừ Điểm 90 (được người Ý gọi là Ras el Dai), nơi 2.000 quân của Tiểu đoàn 2 và 16 của Sư đoàn 2 Libya đã kháng cự cho đến đầu giờ chiều ngày 11 tháng 12.

## Kết quả

### Thương vong
Từ ngày 9 đến ngày 11 tháng 12, quân Anh đã bắt được 38,300 quân Ý - Libya, 237 khẩu súng các loại, 73 xe tăng và khoảng 1,000 phương tiện vận tải, tổn thất 624 người. Quân Ý hứng chịu tổn thất 47 sĩ quan và 2,147 người chết và 78 sĩ quan và 2,208 người bị thương.

### Các diễn biến tiếp theo
Vào ngày 11 tháng 12, Lữ đoàn Thiết giáp 7 được lệnh rút khỏi lực lượng dự bị để giải vây cho Lữ đoàn Thiết giáp 4 ở khu vực Buq Buq để càn quét toàn bộ khu vực này. Một số lượng lớn người và vũ khí đã bị bắt và một đội tuần tra từ Cụm Hỗ trợ 7 tiến vào Rabia nhưng lại không có người, vì Sư đoàn Bộ binh 63 "Cirene" đã rút khỏi đó và Sofafi trong đêm. Lữ đoàn Thiết giáp 4 được lệnh chặn đường rút lui của quân Ý nhưng đã quá muộn, người Ý rút lui dọc theo đỉnh bờ dốc đứng đến nơi đồn trú của quân Ý tại Halfaya. Lữ đoàn Thiết giáp 4, trên đỉnh bờ dốc đứng và Lữ đoàn Thiết giáp 7 trên bờ biển bất chấp các khó khăn về tiếp liệu và số lượng tù binh lớn (gấp hai mươi lần số lượng dự kiến) vẫn tiếp tục truy đuổi người Ý.
Trong khi rút lui khỏi Sidi Barrani và Buq Buq, quân Ý chen chúc nhau trên con đường ven biển và là mục tiêu bắn phá dễ dàng cho HMS Terror và hai pháo hạm khác, đã bắn phá khu vực Sollum suốt cả ngày và hầu hết buổi đêm ngày 11 tháng 12. Đến cuối ngày 12 tháng 12, các vị trí còn lại của người Ý ở Ai Cập là những vị trí tiếp cận Sollum và vùng lân cận Sidi Omar; đến ngày 15 tháng 12, Sollum và đèo Halfaya đã bị đánh chiếm. Cuộc tiến công của người Anh đã vượt qua các đơn vị đồn trú của Ý xa hơn về phía nam của sa mạc. Đồn Capuzzo, 40 dặm (64 km) trong nội địa ở cuối đường biên giới, đã bị Sư đoàn Thiết giáp đánh chiếm khi nó tiến về phía Tây đến Bardia. Sư đoàn Thiết giáp 7 tập trung về phía tây nam của Bardia, chờ đợi sự xuất hiện của Sư đoàn 6 Úc.